# Kevin Foley (fotbollsspelare)
Kevin Foley, född den 1 november 1984 i Luton, England, är en irländsk fotbollsspelare. 

## Karriär
Foley avancerade genom ungdomslagen i Luton Town, och nådde A-lagstruppen säsongen 2002-03. Ligadebuten skedde i 2-2-matchen mot Bristol City den 19 april 2003. Följande säsong etablerade han sig i startelvan och utnämndes till Luton's Young Player of the Season, en utmärkelse han fick motta även året efter.
Säsongen 2004-05 vann Luton League One och Foley fick prova på spel i The Championship i två säsonger innan klubben återvände till spel i League One. Där skulle han inte stanna länge, för den 14 augusti 2007 skrev han på ett treårsavtal med Wolves.
Han har spelat U-21-fotboll för Irland och varit med i A-lagstruppen flera gånger.

## Klubbar
- Wolverhampton Wanderers FC  14 augusti 2007 –
- Luton Town FC  19 juli 2002 – 14 augusti 2007